# Trail Life USA
Trail life USA (TLUSA) es una organización juvenil escultista cristiana que busca desarrollar el carácter de los jóvenes y cuenta con más de 26 000 miembros en los Estados Unidos.
La organización fue fundada en 2013, en respuesta a los cambios en la política de membresía de la organización Boy Scouts de América, la cual desde el día 30 de enero de 2017, permite la pertenencia a dicha organización, a las personas bisexuales, homosexuales, y transexuales, pertenecientes al colectivo LGBTI.
Todos los capítulos de Trail Life USA, deben jurar seguir unos principios de fe, la organización afirma que los no-cristianos y aquellos que viven abiertamente su homosexualidad no son personas elegibles para formar parte de Trail Life USA, ya que según la organización, las tendencias homosexuales son contrarias a los principios de la religión cristiana. Los niños heterosexuales cisgénero pertenecientes a cualquier confesión cristiana son bienvenidos en el seno de la organización y les está permitido unirse a ella.